# Quiller Memorandum
Quiller Memorandum (The Quiller Memorandum) è un film del 1966 diretto da Michael Anderson.
Il film è uno spy-thriller ambientato nella Berlino Ovest degli anni '60dove l'agente Quiller viene inviato a indagare su un'organizzazione neonazista.

## Trama
L'agente Quiller viene inviato a Berlino con l'incarico di scoprire una misteriosa organizzazione neonazista che non si fa scrupolo di eliminare spietatamente gli avversari che contrastano la sua ascesa al potere.
Quiller sa della scomparsa dell'agente che lo aveva preceduto nella stessa missione, ma decide di agire in solitaria e senza armi. Al contrario, egli si fa subito individuare da quelli che deve combattere e si fa rapire di proposito e drogare per poter accedere al quartier generale dell'organizzazione sulla quale sta indagando.
I suoi rapinatori lo lasciano però in vita e, non avendo potuto scoprire nulla di concreto nelle sue deliranti parole, lo seguono con la speranza di individuare tramite la sua ignara collaborazione l'agenzia che li sta combattendo. Messo in guardia dal suo diretto superiore a non farsi irretire dal gioco degli avversari, Quiller tramite Inge, una giovane maestra della quale si innamora, ricambiato, individua il nascondiglio dei neonazisti e lo segnala in tempo ai suoi colleghi. Ma quando la missione è concretamente compiuta, e tutti vengono catturati, a Quiller si palesano alcuni punti oscuri riguardanti Inge, che rivelano il suo coinvolgimento nell'organizzazione criminale. Quiller allora se ne va tristemente, con la convinzione di avere tagliato solamente una delle teste della pericolosa idra neonazista.

## Produzione
Tratto dal romanzo di spionaggio del 1965 The Berlin Memorandum, di Elleston Trevor sotto lo pseudonimo Adam Hall, la sceneggiatura fu scritta da Harold Pinter. Il film, girato in Deluxe Color e in formato Panavision, è stato girato a Berlino Ovest e nei Pinewood Studios, in Inghilterra.

## Censura
Nella Germania Occidentale il film fu pesantemente censurato, modificandone profondamente la trama: le modifiche, richieste dall'Ufficio per l'autocontrollo volontario dell'industria cinematografica tedesca (Freiwillige Selbstkontrolle der Filmwirtschaft, FSK), verterono a cancellare qualsiasi accenno al neonazismo, mutandolo nel pericolo comunista.
(Ernst Krüger, direttore dell'FSK)

## Distribuzione
Il film fu presentato in anteprima mondiale il 10 novembre 1966 all'Odeon Leicester Square, nel West End di Londra. 

## Critica
(Bosley Crowther)
(Leo Pestelli)
Il sito web aggregatore di recensioni Rotten Tomatoes riporta che il 67% dei critici ha dato al film un giudizio positivo, sulla base di 12 recensioni, con un punteggio medio di 7,4/10. Variety ha scritto che "si affida a una trama narrativa lineare, a dialoghi semplici ma tenuti, letterati e a personaggi ben disegnati". Ian Nathan di Empire ha descritto il film come "sciocco, datato e completamente confuso per la maggior parte del tempo, ma innegabilmente divertente" e lo ha valutato con 3/5 stelle.

## Riconoscimenti
Ai Premi BAFTA del 1967 il film ha ricevuto nomination nelle categorie miglior regia, montaggio e sceneggiatura, ma non ha vinto. Harold Pinter fu candidato per un Edgar Award nella categoria miglior film, ma non vinse.